# Durianbäume

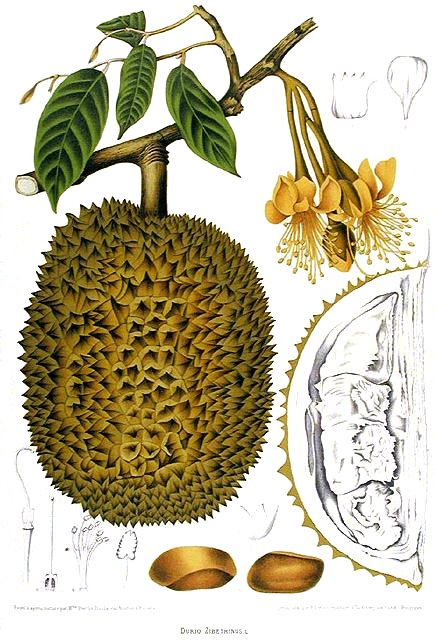
Durio zibethinus: Chromolithographie von Hoola Van Nooten, etwa 1863

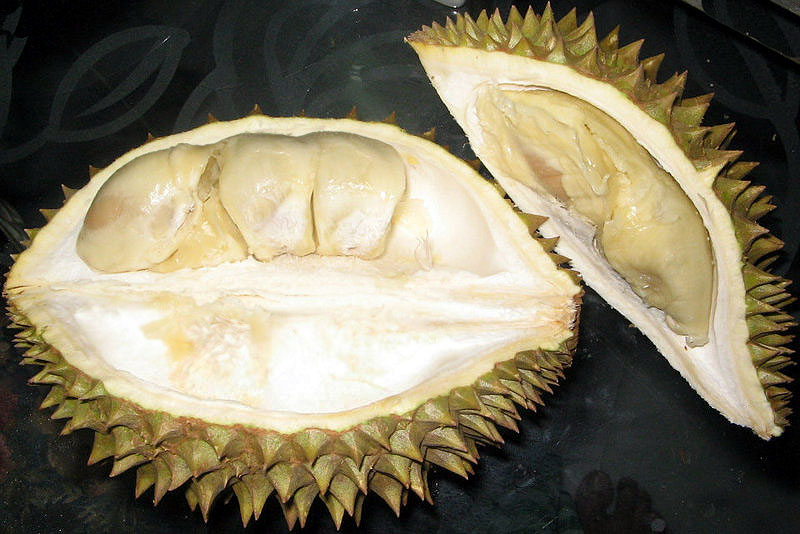
Durian

Die Durianbäume oder Zibetbäume (Durio) sind eine Pflanzengattung in Unterfamilie Helicteroideae innerhalb der Familie der Malvengewächse (Malvaceae). Die Gattung wurde früher zu den Wollbaumgewächsen (Bombacoideae) gerechnet, ist aber innerhalb der Malvengewächse nicht näher mit ihnen verwandt.

## Beschreibung
Durio-Arten wachsen als Bäume, die meist Brettwurzeln ausbilden. Die wechselständigen Laubblätter sind einfach. Auf der Blattunterseite befinden sich Schuppen- und Sternhaare.
Die Blütenstände sind seitenständig oder manchmal kauliflor. Der später meist zweilippige Nebenkelch umschließt die Blütenknospe vollkommen. Die stark duftenden Blüten sind zwittrig und radiärsymmetrisch. Die fünf Kelchblätter sind mehr oder weniger verwachsen. Es sind meist fünf, seltener vier oder sechs Kronblätter vorhanden, sie sind meist länger als die Kelchblätter und manchmal genagelt. beige bis weiße, teils auch rötliche. Es sind viele Staubblätter vorhanden. Die Staubfäden sind manchmal zu einer Röhre verwachsen. Meist fünf (drei bis sechs) Fruchtblätter sind zu einem oberständigen Fruchtknoten verwachsen mit zwei bis einigen Samenanlagen je Fruchtknotenkammer. Es werden meist Kapselfrüchte gebildet. Die Samen besitzen meist einen Arillus.

## Systematik
Die Gattung besteht aus mehr als zwanzig Arten, die im tropischen Südostasien heimisch sind und Temperaturen unter 18 °C nur sehr schlecht vertragen. Hier eine Artenauswahl:
- Durio graveolens Becc.: Sie kommt in Kalimantan, in Sumatra und in Malaysia vor.[4]
- Durio kutejensis (Hassk.) Becc.: Ein Synonym ist Lahia kutejensis Hassk. Sie kommt in Kalimantan und in Malaysia vor.[4]
- Durio oxleyanus Griff.: Sie kommt in Kalimantan, in Sumatra und in Malaysia vor.[4]
- Durio wyattsmithii Kosterm.: Sie kommt in Malaysia vor.[4]
- Durio zibethinus L.[5] Die Heimat ist Kalimantan und Sumatra. Sie wird aber in zahlreichen Ländern des tropischen Asien kultiviert.[4]

Folgende Arten werden aktuell anderen Gattungen zugeordnet:
- Durio grandiflorus (Mast.) Kosterm. & Soegeng: Ist jetzt Boschia grandiflora Mast.

## Nutzung
Durian heißen die Früchte verschiedener Arten und Züchtungen der Gattung Durio. Kommerziell bedeutsam ist vor allem der Durianbaum (Durio zibethinus), der eine in Südostasien sehr hochgeschätzte Frucht liefert.
Unter dem Handelsnamen Durian werden Hölzer, die von verschiedenen Gattungen der Helicteroideae, aber vor allem der Gattung Durio gewonnen werden, geführt: Durio griffithii, Durio lowianus, Durio oxleyanus, Durio wyatt-smithii und Durio zibethinus.